# گیاه‌پارچ لئوناردوی
گیاه‌پارچ لئوناردوی (نام علمی: Nepenthes leonardoi) نام یک گونه از سرده گیاه‌پارچ‌ها است.